# 大山道

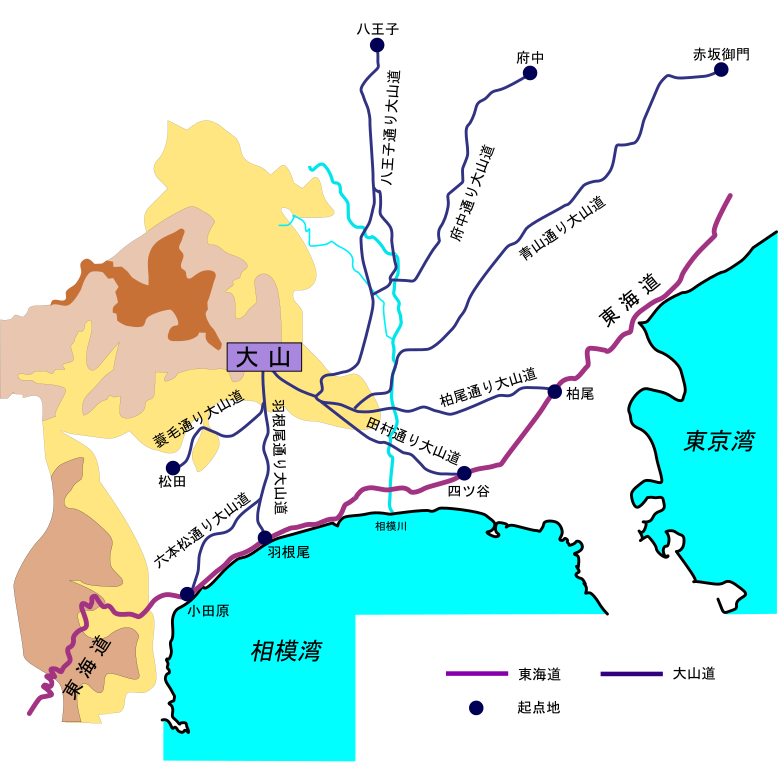
大山道(主要8道)。

大山道（おおやまみち・おおやまどう）とは、主に江戸時代の関東各地から、相模国大山の山頂にある石尊権現社（大山寺本宮、江戸時代後期には阿夫利神社とも別称、明治以降は阿夫利神社本社）と中腹の大山寺不動堂（明治以降は阿夫利神社下社、いったん廃寺となった大山寺は後に来迎院跡地に再建）に登拝する参詣者が通った古道の総称。大山街道（おおやまかいどう）とも呼ばれる。代表的なものとして、「田村通り大山道」や「青山通り大山道」などがある。

## 歴史

### 大山信仰と大山講
大山は雨乞いに霊験のある山として雨降山（あふりやま）とも呼ばれ、昔から農民たちの山岳信仰の対象とされてきた。農民から五穀豊穣や雨乞いの神として信仰され、日照りや飢饉が続くと、多くの農民達が参詣に訪れた。江戸時代には関東地方各地で「大山講」が組織され、「春山」（4月5日〜4月20日）や「夏山」（7月27日〜8月17日）とされる期間に多くの人々が登拝を行った。特に夏山祭りの初日には、元禄以前からのしきたりとして、江戸日本橋小伝馬町の大山講である「お花講」の人たちが大山頂上への中門を開いた。
道中の参詣者は、白の行衣、雨具、菅笠、白地の手っ甲、脚絆、着茣蓙という出で立ちで腰に鈴をつけ、「六根清浄」の掛念仏を唱えながら、5 - 6人、多い時には20 - 30人が一団となって、7 - 9月を中心に大山へと向かった。また、盆・暮れの借金の回収時期に「大山参り」をしていれば、借金は半年待ってくれるという恩典もあった。最盛期の宝暦年間には、年間約20万人の参詣者を数えている。

### 大山道の成立

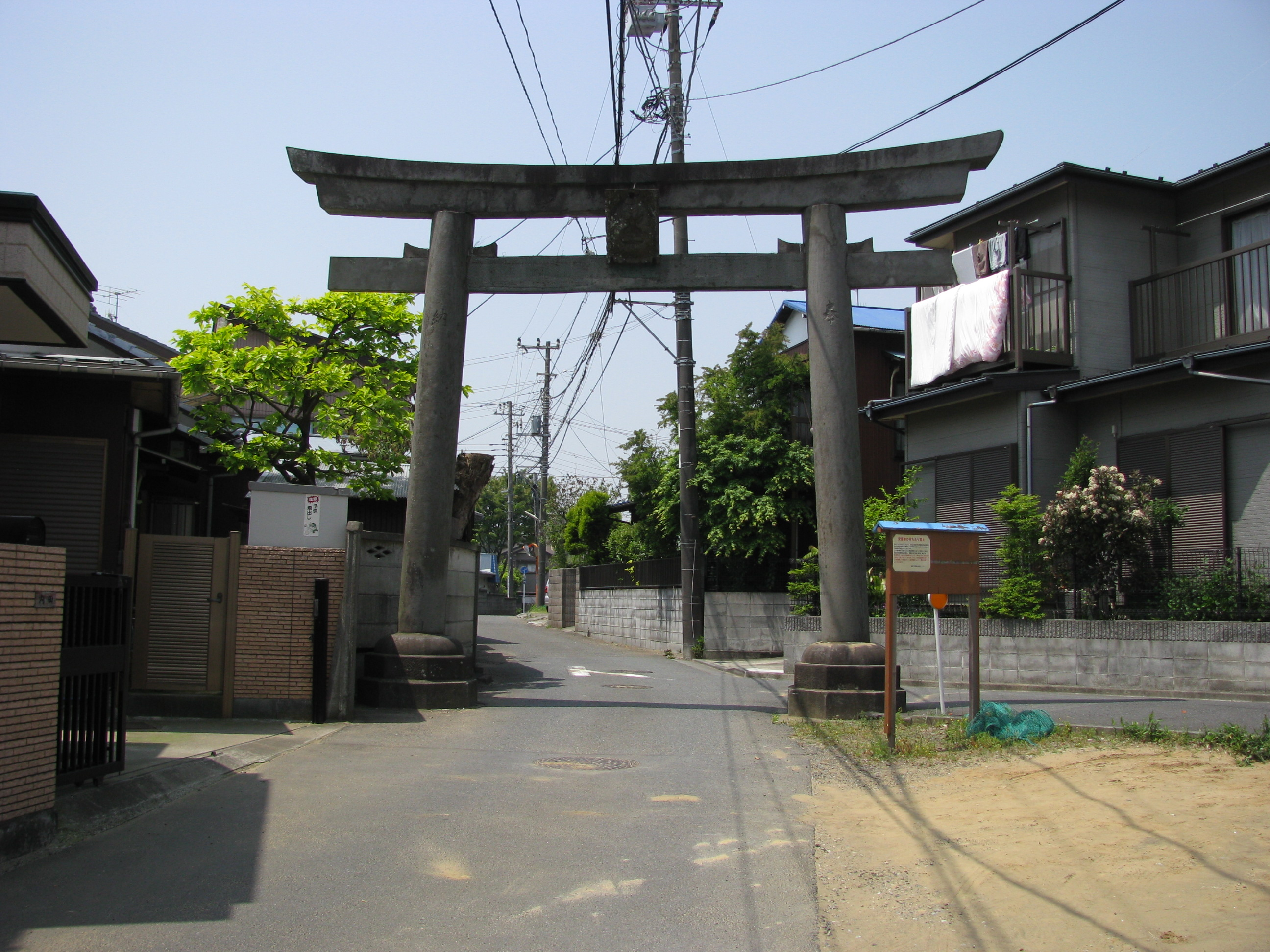
藤沢宿からの大山詣りに通う、田村通り大山道の起点にある神奈川県藤沢市四ツ谷の「一の鳥居」。

大山への参詣者が各地から通る道は「大山道」と呼ばれ、道標にも記載された。『大山史』（1984年10月）には、「山中田野將た海邊に大山道と記せる石標の実に壘々たるを見るべし」との記載がある。平成19年・20年に伊勢原市教育委員会では、「再発見大山道調査」と称する調査を行い、大山道道標を含め107基の道標を確認したとした。その調査によると、道標に記載のある「大山」以外の地名では、「日向」、「伊勢原」、「厚木」、「戸田」、「飯山」、「荻野」、「金目」、「田村」、「平塚」、「十日市場」、「大礒」等があるとされた。これらの中で、「大山」または「大山道」と記載のある道標は39基あるとされた。なお、道標の作成には七沢石の一つである日向石が多いが、一部に伊豆石で作成されたものもあったという。
大山道は大山を中心に放射状に広がり、関東地方の四方八方の道がほぼ全て大山に通じる状況となった。『相模大山街道』（大山阿夫利神社、1987年3月）によると、大山道は、それぞれ江戸から、甲州から、武蔵からの道などに分類できるとされる。最も主要な経路として、東海道方面からの「田村通大山道」があり、藤沢四ツ谷から相模川の田村の渡しを利用する。また、江戸からの代表的な経路として「矢倉沢往還」があり、江戸城の赤坂御門から出発し箱根の北にある矢倉沢の関所を経由する。なお、「往還」は「行き来する」あるいは「街道」を意味する。他、枚挙に暇がないほどの経路が開拓された。
大山道沿道や相模川の渡船場などでは、宿場として栄える所もあった。大山からの帰路には江ノ島、鎌倉などの観光も行われるなどし、大山参詣は一種のレジャーでもあった。古典落語の「大山詣り」もそうした背景から成立したものと考えられている。
大山には海上から船旅を通じての参詣もあり、特に現在の神奈川県横浜市金沢区（武州久岐郡洲崎村の野嶋浦）から房総（上総国周准郡富津村）への船旅の道筋は主なものとされ、これらの移動手段を含めると「大山道」の多種多様ぶりが一層際立つとされる。
また、富士講による富士山への参詣者も同じ道筋を通ったことから、一部の道には「ふじ大山道」という名称も見られた。富士山への参詣者も必ず大山にも参詣するのが通例となっていたという。

### 衰退
明治期に入って鉄道が開通すると、大山参詣への交通手段にも使用されるようになり、次第に「大山道」という呼称は衰退した。道そのものが部分的に消滅するケースもみられ、現在でも「大山街道」と呼ばれているものは矢倉沢往還などわずかであり、それも地元民にときおり別称として呼ばれる程度である。

## 主な大山道
大山道は主要なものに8道あり、青山通り大山道、府中通り大山道、八王子通り大山道、柏尾通り大山道、田村通り大山道、羽尾通り大山道、六本松通り大山道、蓑毛通り大山道がある。経路の（ ）内は現在の地名。経路は時代により変化し、必ずしも記載どおりの一定したものではない。

### 田村通り大山道

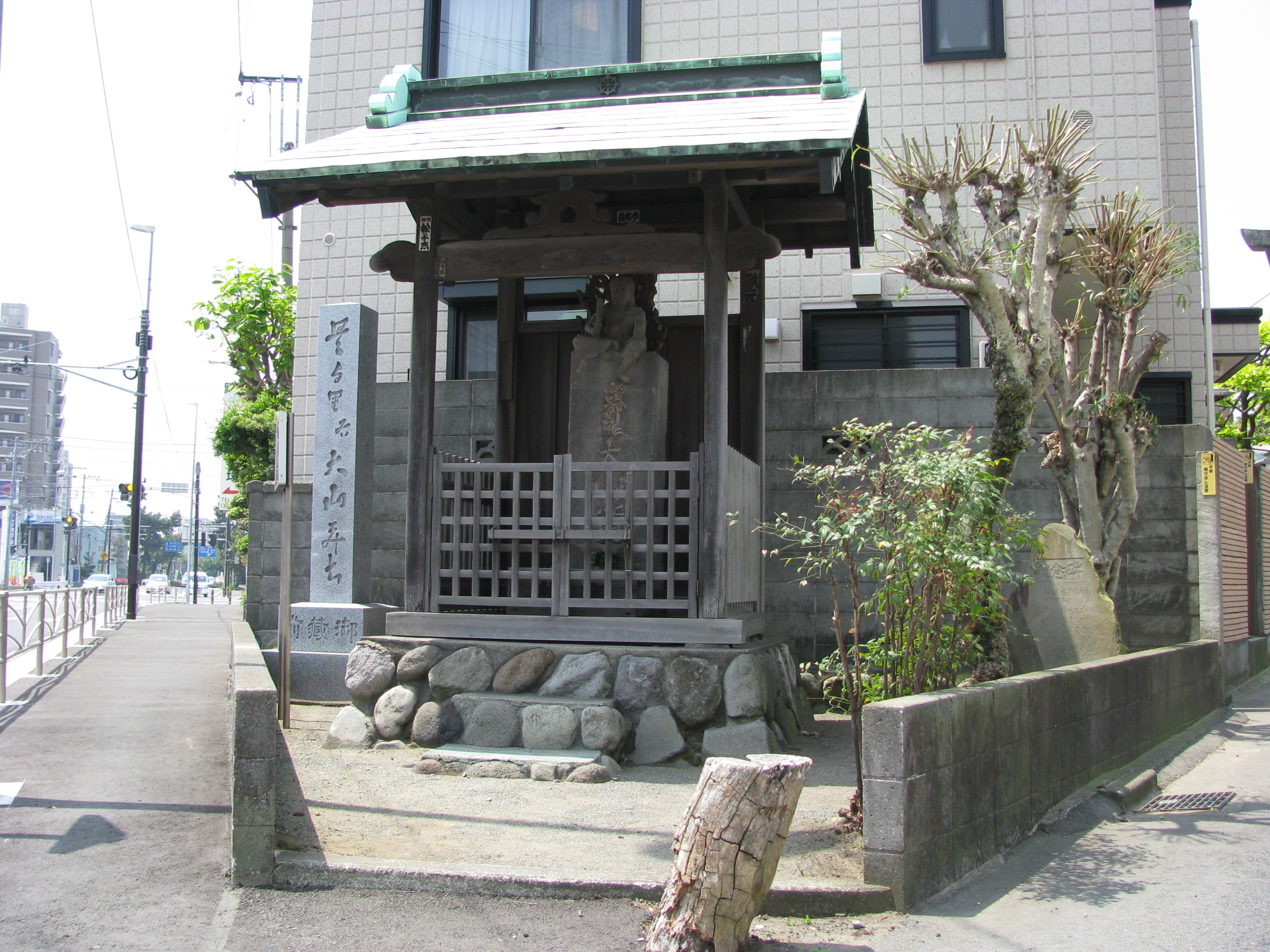
道標（2010年5月5日）
藤沢にある、田村通り大山道の起点となる道標。

現在の神奈川県藤沢市から大山へ向かうものである。
大山道の中で最も主要とされ、起点の藤沢四ツ谷に置かれた石造の「一の鳥居」は、万治4年に木造で設置された後、昭和35年に大改修され、鳥居の正面に天狗の面がかけられた。「御花講大山道」や「御花講道」とも呼ばれ、東海道と藤沢宿で接続し、藤沢宿を挟み対面の江の島道にも通じるため、最もにぎわいをみせた経路である。神奈川県道44号伊勢原藤沢線や神奈川県道611号大山板戸線が近似したルートを辿っている。
- 経路：東海道藤沢宿四ツ谷（神奈川県藤沢市） - 一之宮（高座郡寒川町） - 田村の渡し（相模川） - 横内（平塚市） - 下谷（以降、伊勢原市） - 伊勢原 - 〆引 - 石倉 - 子易 - 大山

### 矢倉沢往還
江戸から大山への経路として代表的なものである。矢倉沢往還の街道は、律令時代より東海道の本道にあたり、鎌倉時代に湯坂道（箱根峠）が開かれるまで官道として機能していた。江戸時代に入って大山講が盛んになる享保年間から、江戸から大山へ、あるいは足柄から大山への道としても機能する。急峻な箱根峠に対して足柄峠は緩やかであり、また、江戸-沼津間の短絡路であったために、東海道の脇往還としても発達した。神奈川県内の区間は大正時代になると県道1号線に指定され、後に国道246号となり、幹線道路として機能している。

#### 青山通り大山道

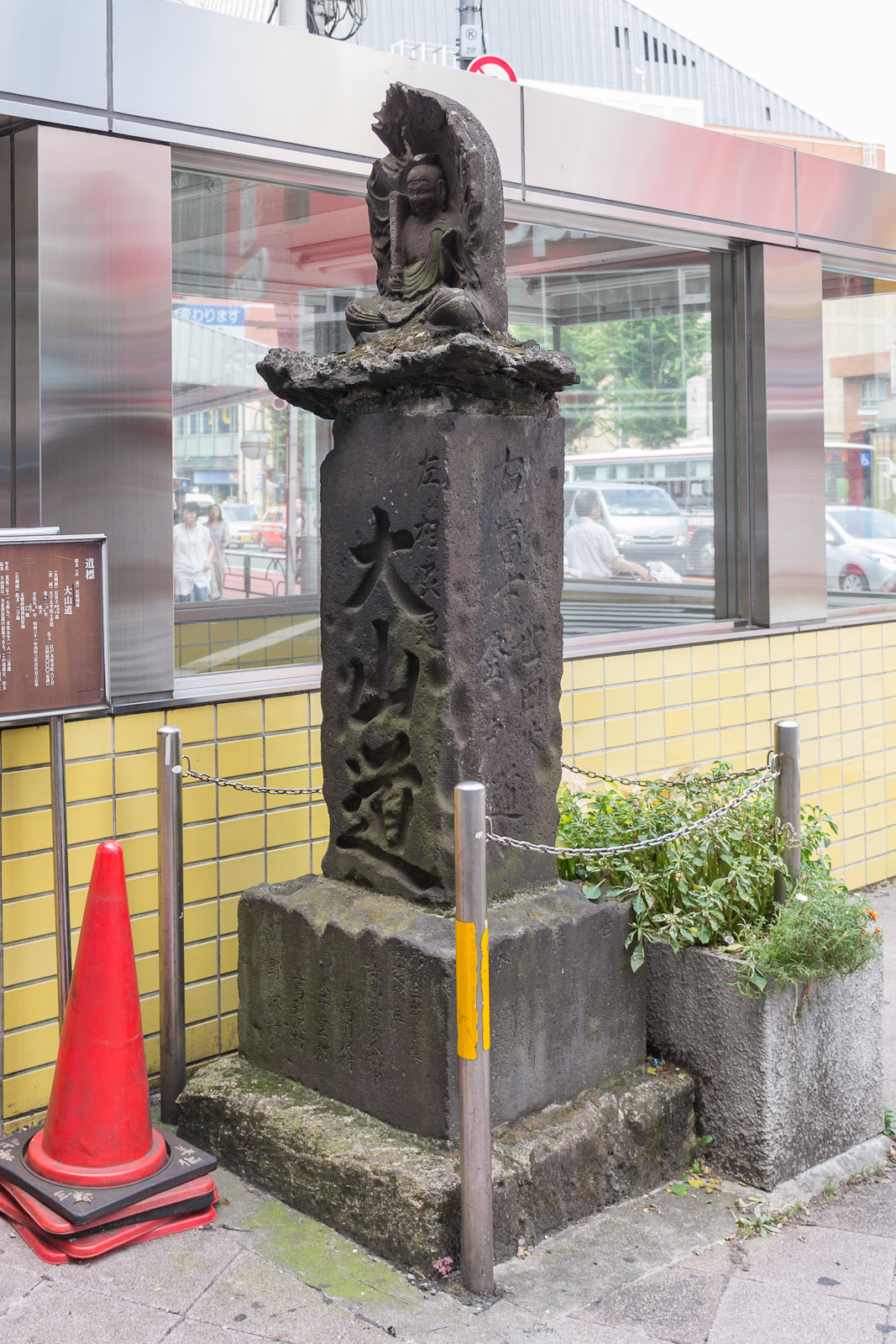
道標（2012年8月）
世田谷区三軒茶屋交差点の分れにある。

矢倉沢往還の別名で、江戸から大山へ向かう経路上で青山を通ることから、東京都内の一部箇所にて局地的に「青山通り大山道」と呼ばれる。江戸時代には江戸からの参詣道として盛んに利用され賑わった。途中の下鶴間宿に、大山阿夫利神社の分社が存在する。
現在でも神奈川県内で「大山街道」の名が定着している道である。
- 経路：赤坂（以降、東京都） - 青山 - 渋谷 - 三軒茶屋 - 二子の渡し（多摩川） - 溝口（神奈川県川崎市） - 荏田（横浜市） - 長津田 - 下鶴間（大和市） - 国分（海老名市） - 厚木の渡し（相模川） - 厚木（以降、厚木市） - 愛甲 - 下糟屋（以降、伊勢原市） - 上粕屋 - 石倉 - 田村通り大山道を経て大山へ

#### 矢倉沢からの経路
矢倉沢往還のうち、矢倉沢から大山に至る経路である。
- 経路：沼津（静岡県沼津市） - 竹之下（駿東郡小山町） - 足柄峠 - 矢倉沢（以降、神奈川県南足柄市） - 関本 - 松田惣領（足柄上郡松田町） - 千村（秦野市） -曽屋 - 善波峠 - 伊勢原（以降、伊勢原市） - 田村通り大山道を経て大山へ

※太字は人馬継立場

### 柏尾通り大山道

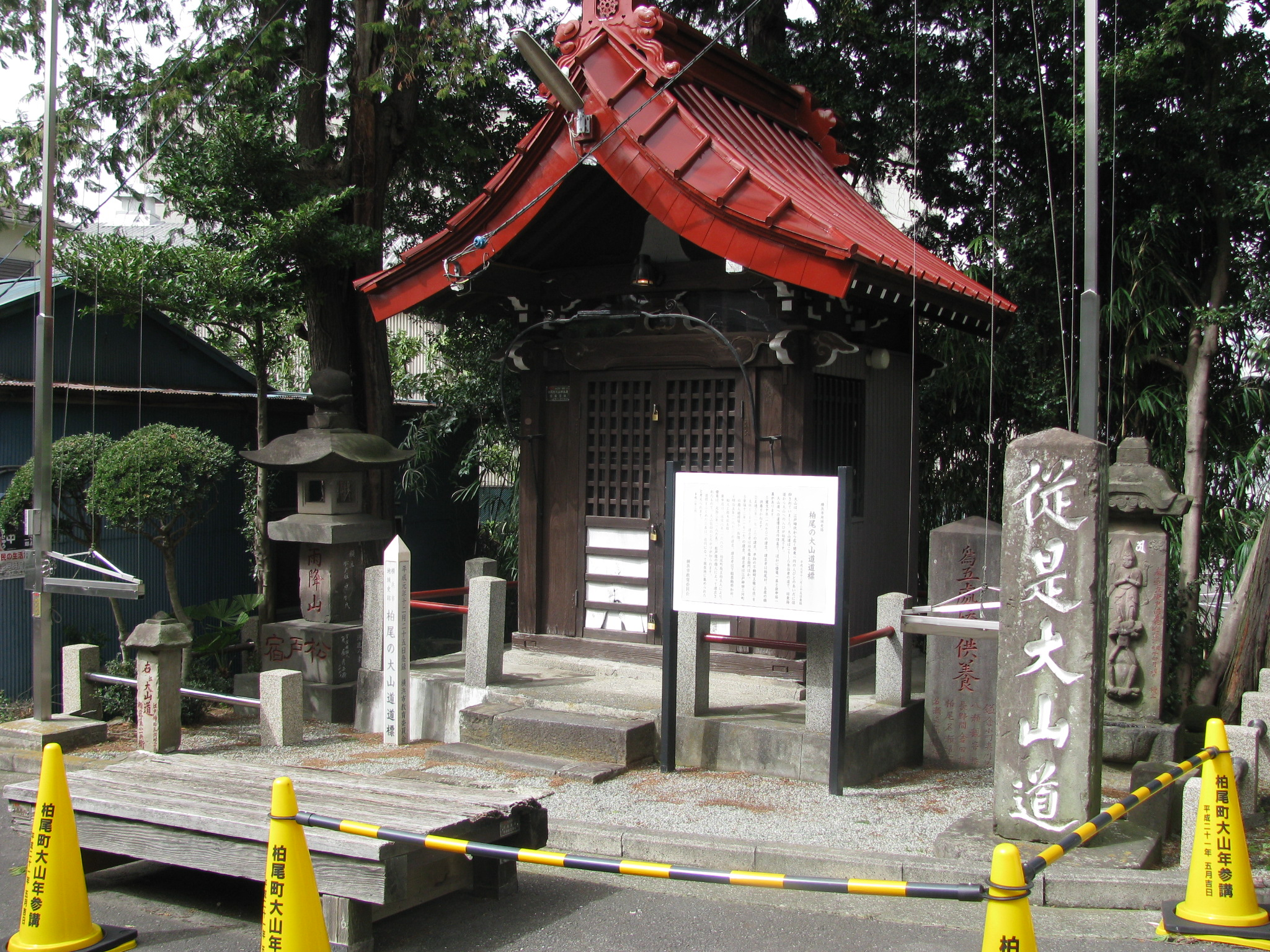
不動明王堂（2010年3月21日）
道標などがある、戸塚の起点。

東海道方面からの経路で、現在の神奈川県横浜市戸塚区から大山へ向かうものである。この経路の起点は不動坂と呼ばれ、道標や石碑が多くみられる。明治5年のころに、講衆同士が大げんかを始め、「戸塚の血の雨」と呼ばれる騒ぎになった。なお、下粕屋からは矢倉沢往還（青山通り大山道）を利用して大山に至る。
神奈川県道401号瀬谷柏尾線・神奈川県道22号横浜伊勢原線などが近似したルートを辿っている。
- 経路：東海道戸塚宿不動坂（神奈川県横浜市戸塚区柏尾町） - 岡津（以降、横浜市泉区） - 中田 - 和泉 - 上飯田村 - 境川 - 七ツ木村（以降、藤沢市） - 長後 - 用田 - 門沢橋（海老名市） - 相模川・戸田の渡し - 下津古久（厚木市） - 下落合（以降、伊勢原市） - 下糟屋 - 青山通り大山道を経て大山へ

### 芝生通り大山道
東海道保土ヶ谷宿の江戸寄り入口の芝生(しぼう)の追分で八王子街道に入り、鶴ヶ峰で分かれて二俣川、三ツ境、瀬谷を経由し下草柳、蓼川、小園を経て国分宿で矢倉沢往還に合流する。
昭和十年代に厚木海軍飛行場の建設により分断され、街道に近いルートをたどる神奈川県道４０号線が基地を迂回して結んでいる。

### 八王子通り大山道
現在の埼玉県熊谷市から東京都八王子市を経て大山へ向かうものである。
武蔵国・相模国の境界にある両国橋では、参詣者が境川の清流に祈願をこめて身を清めたともいわれる。久所の渡しのある田名は、相模川が増水して川留めになると、宿場として栄えた。「久所」の名は、川留めの際に久しく留まる所から来ているといわれている。なお、橋本の棒杭から分かれて上溝、田尻を経て当麻（たいま）の渡しで相模川を越える経路もあった。国道407号・国道16号・神奈川県道63号相模原大磯線・神奈川県道603号上粕屋厚木線・神奈川県道611号大山板戸線などが近似したルートを辿っている。
- 経路：中山道熊谷宿（埼玉県熊谷市） - 松山（以降、東松山市） - 高坂 - 坂戸（坂戸市） - 高萩（日高市） - 根岸（狭山市） - 扇町屋（以降、入間市） - 二本木 - 箱根ヶ崎（東京都西多摩郡瑞穂町） - 拝島（昭島市） - 甲州街道八王子宿（以降、八王子市） - 片倉 - 杉山峠（御殿峠） - 両国橋（境川） - 橋本（以降、神奈川県相模原市） - 下九沢 - 田名 - 久所（ぐぞ）の渡し[注釈 1] （相模川] - 小沢[注釈 1]（以降、愛甲郡愛川町） - 中津 - 三田村 - 才戸の渡し（中津川） - 下荻野村新宿（以降、厚木市） - 及川村 - 小野村 - 富岡村（以降、伊勢原市） - 上粕屋 - 青山通り大山道を経て大山へ

### 府中通り大山道
現在の埼玉県春日部市から東京都府中市を経て大山へ向かうものである。
1616年（元和2年）に死去した徳川家康の遺骸を翌年久能山（静岡県静岡市）から日光へ移すことになり、江戸幕府はその一行が通る小野路村（東京都町田市）に道を整備するように命じた。この時、小野路に一里塚が築かれた。このことから「御尊櫃御成道」（ごそんひつおなりみち）という別名も存在する。大山講が盛んになると、小野路は宿場として栄えるようになった。幕末期には近藤勇、土方歳三、沖田総司ら後の新選組の浪士が調布からこの小野路村の名主・小島家（小島資料館）まで剣術の出稽古に通ってきたという。埼玉県道・東京都道40号さいたま東村山線が近似したルートを辿っている。府中 - 小野路 間は鎌倉街道上道と重複し、また木曽宿は絹の道（旧・鎌倉街道山ノ道、旧・滝山往還）と共用であった。
- 経路：日光街道粕壁宿（埼玉県春日部市） - 岩槻（以降、さいたま市） - 大宮 - 中山道浦和宿 - 荒川・羽根倉の渡し又は秋ヶ瀬の渡し - 宗岡村（志木市） - 清戸（東京都清瀬市） - 東村山（東村山市） - 甲州街道府中宿（府中市） - 中河原（関戸）の渡し（多摩川） - 関戸（以降、多摩市） - 乞田 - 瓜生 - 小野路（以降、町田市） - 図師 - 木曽 - 境川 - 淵野辺（神奈川県相模原市） - 磯部（猿ヶ島）の渡し（相模川） - 猿ヶ島（以降、厚木市） - 下川入村 - 三田村 - 八王子通り大山道を経て大山へ

### ふじ大山道
現在の東京都練馬区から大山へ向かうものである。
富士山への参詣者も通ったため「ふじ大山道」と呼ばれ、それが明治期に入って「富士街道」の名で呼ばれるようになったものである。東京都練馬区北町1丁目の旧川越街道とふじ大山道の分岐点に、1753年（宝暦3年）下練馬村講中により「ふじ大山道 田なしへ 三里 府中江 五里」と陰刻された道標が建立されており、練馬区指定文化財となっている。東京都道311号環状八号線・東京都道441号池袋谷原線・東京都道8号千代田練馬田無線・東京都道12号調布田無線・東京都道・神奈川県道19号町田調布線・神奈川県道・東京都道57号相模原大蔵町線などが近似したルートを辿っている。
- 経路：川越街道下練馬村（東京都練馬区北町1丁目付近） - 田無（西東京市）- 別記[注釈 2] - 押立の渡し[注釈 3] （多摩川） - 長沼（稲城市） - 図師（町田市）－ 府中通り大山道を経て大山へ

### 武蔵秩父日高・飯能道
現在の埼玉県日高市から大山へ向かうものである。
- 経路：高麗川（埼玉県日高市） - 宮沢村（以降、飯能市） - 双柳 - 入間川・阿須の渡し - 南峯（以降、入間市） - 金子 - 富士山栗原新田（以降、東京都西多摩郡瑞穂町） - 箱根ヶ崎 - 八王子通り大山道を経て大山へ

### 武蔵秩父大宮道
現在の埼玉県秩父郡横瀬町から東京都青梅市を経て大山へ向かうものである。
- 経路：横瀬（埼玉県秩父郡横瀬町） - 名栗（飯能市） - 小沢峠 - 軍畑（東京都青梅市） - 御作（羽村市小作） - 友田の渡し（多摩川） - 菅生（あきる野市） - 戸吹（以降、八王子市） - 大楽寺 - 元八王子 - 浅川 - 上椚田 - 片倉 - 八王子通り大山道を経て大山へ

現在の国道299号、東京都道・埼玉県道53号青梅秩父線、東京都道29号立川青梅線、国道411号が近似したルートである。

### 津久井大山道
現在の神奈川県相模原市緑区から大山へ向かうものである。
古くから甲斐国方面から相模国への道として「小田原道」あるいは「甲州道」、「信玄道」とも呼ばれ、武田信玄の小田原城進攻からの帰途の三増峠の戦いと関係しているともいわれる。国道412号・神奈川県道64号伊勢原津久井線などが近似したルートを辿っている。
- 経路(1)：甲州街道関野宿（以降、神奈川県相模原市） - 名倉 - 日連 - 青田 - 鼠坂の関 - 沼本の渡し（道志川） - 三ヶ木 - 関 - 長竹 - 韮尾根 - 半原（以降、愛川町） - 馬渡 - 平山 - 中荻野（以降、厚木市） - 下荻野村新宿 - 八王子通り大山道を経て大山へ
- 経路(2)：日連村杉（以降、神奈川県相模原市） - 牧野村・篠原 - 牧馬峠 - 青野原 - 鳥屋 - 宮ヶ瀬（以降、愛甲郡清川村） - 土山峠 - 煤ヶ谷村別所三叉路 - 七沢（以降、厚木市） - 日向川 - 中丸（以降、伊勢原市） - 石倉村 - 八王子通り大山道を経て大山へ

### 甲州街道浅川口大山道
現在の東京都八王子市から途中相模川の舟下りを経て大山へ向かうものである。東京都道47号八王子町田線・東京都道・神奈川県道48号鍛冶谷相模原線などが近似したルートを辿っている。
- 経路：甲州街道上椚田（東京都八王子市） - 権現谷（以降、町田市） - 大戸 - 小松（以降、神奈川県相模原市） - 町屋 - 川尻村久保沢[注釈 4] - 小倉の渡し（相模川） - 相模川舟下り - 厚木 - 矢倉沢往還を経て大山へ

### 甲州から大山への道
信濃国・甲斐国方面から現在の山梨県笛吹市を経て、富士山と大山の両方を参詣するものである。
- 経路：甲州街道石和宿（以降、山梨県笛吹市） - 黒駒 - 藤野木 - 御坂峠 - 河口（南都留郡富士河口湖町） - 北口本宮冨士浅間神社（富士吉田市） - 吉田口登山道 - 富士山頂 - 須走口登山道 - 御殿場（静岡県御殿場市） - 竹之下（駿東郡小山町） - 矢倉沢往還を経て大山へ

### 中原豊田通り大山道
現在の神奈川県平塚市から大山へ向かうものの一つである。東海道平塚宿の助郷制度の名残から「御伝馬往来」とも呼ばれる。
- 経路：東海道平塚本宿（以降、神奈川県平塚市） - 中原下宿 - 中原上宿 - 豊田本郷 - 小鍋島 - 大島 - 下谷/田村通り大山道と交差（以降、伊勢原市） - 上谷 - 下糟屋 - 矢倉沢往還を経て大山へ

### 粕屋通り大山道
現在の神奈川県平塚市から大山へ向かうものの一つである。
- 経路：東海道平塚新宿（以降、神奈川県平塚市） - 八幡の二ツ辻 - 真土 - 横内/田村通り大山道と交差 - 小稲葉（以降、伊勢原市） - 下糟屋 - 矢倉沢往還を経て大山へ

### 矢崎通り大山道
現在の神奈川県平塚市から大山へ向かうものの一つである。
- 経路：東海道平塚新宿八幡神社（以降、神奈川県平塚市） - 中原下宿 - 中原上宿 - 豊田本郷 - 簀子橋 - 伊勢原（以降、伊勢原市） - 田村通り大山道を経て大山へ

### 伊勢原通り大山道
現在の神奈川県中郡大磯町から大山へ向かうものである。
伊勢原通り大山道は「伊勢原道」と「波多野道」の2経路があり、波多野道の公所 - 伊勢原間は「小田原道」とも呼ばれた。神奈川県道63号相模原大磯線などが近似したルートを辿っている。

#### 伊勢原道
- 経路：東海道大磯宿の西方・西小磯村（神奈川県中郡大磯町） - 万田（以降、平塚市） - 出縄 - 河内 - 徳延 - 長持 - 寺田縄 - 矢崎 - 大句（以降、伊勢原市） - 伊勢原 - 田村通り大山道を経て大山へ

#### 波多野道
- 経路：万田（以降、平塚市） - 出縄 - 根坂間 - 公所 - 広川 - 片岡 - 大畑 - 木津根（以降、伊勢原市） - 伊勢原 - 田村通り大山道を経て大山へ

### 六本松通り大山道
現在の神奈川県小田原市から大山へ向かうものである。国道255号などが近似したルートを辿っている。
- 経路：東海道小田原宿（以降、神奈川県小田原市） - 多古村 - 飯泉の渡し（酒匂川） - 勝福寺門前町 - 千代村 - 高田村 - 曽我別所村 - 山彦山 - 六本松 - 田中村（以降、足柄上郡中井町） - 五所宮 - 久所 - 井ノ口村 - 大竹村（以降、秦野市） - 十日市場（曽屋） - 寺山村[注釈 5] - 小蓑毛村横畑 - 坂本村（伊勢原市） - 大山

### 羽根尾通り大山道

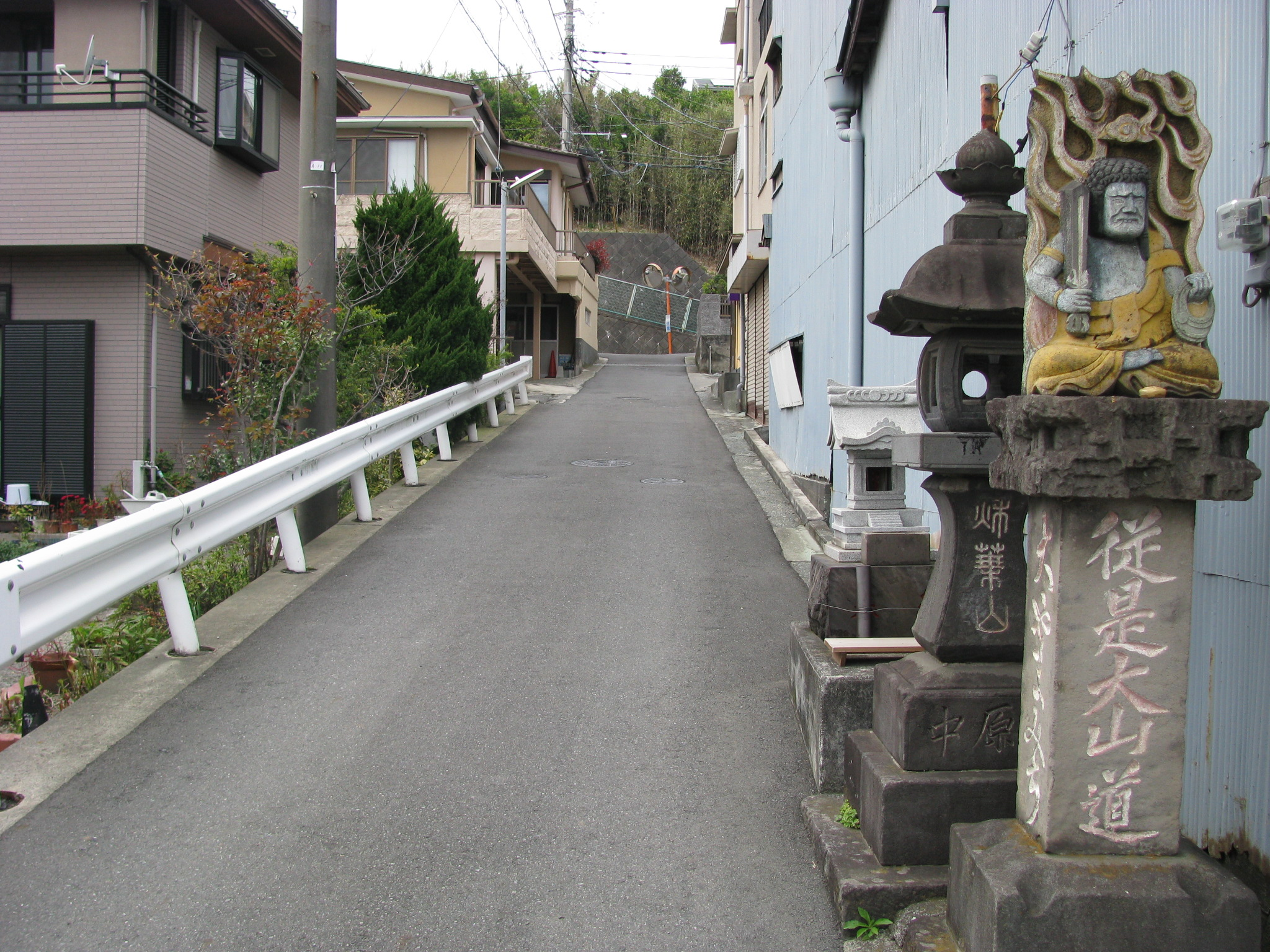
道標（2010年3月28日）
小田原にある、羽根尾通り大山道の起点となる道標。

現在の神奈川県小田原市から大山へ向かうものである。
- 経路：東海道前川村小名向原（以降、神奈川県小田原市） - 羽根尾 - 中村原 - 小船 - 小竹村 - 遠藤村（以降、足柄上郡中井町） - 久所 - 六本松通り大山道を経て大山へ

### 二ノ宮通り大山道
現在の神奈川県中郡二宮町から大山へ向かうものである。
- 経路：東海道二ノ宮村（以降、神奈川県中郡二宮町）- 一色村 - 井ノ口村（足柄上郡中井町） - 六本松通り大山道を経て大山へ

### 蓑毛通り大山道

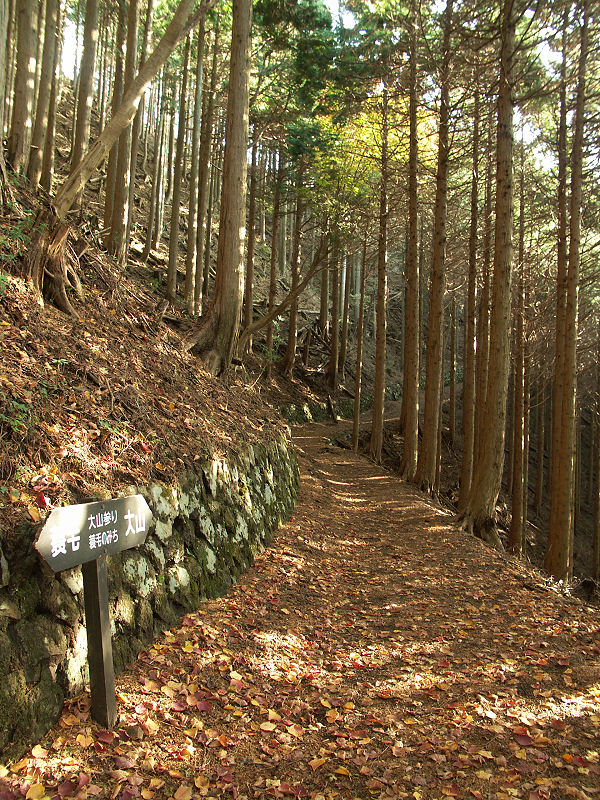
蓑毛通り大山道
現在は関東ふれあいの道「大山参り蓑毛のみち」として整備されている。（2006年11月撮影）

現在の神奈川県秦野市曲松から矢倉沢往還から別れ、蓑毛を越えて大山阿夫利神社下社へ至る裏参道である。
関東ふれあいの道の一つとして整備されている。
- 経路：寺山村（神奈川県秦野市） - 蓑毛 - 子易（伊勢原市） - 田村通り大山道を経て大山へ

### その他
- 房総半島からは、海路で武州金沢（横浜市金沢区）に渡り、鎌倉、江ノ島を経て田村通り大山道から参詣するという経路もあった。
- 伊豆半島からは、海路で小田原または相模川河口へ渡り、大山へ向かうという経路もあった。